# Ricardo Colombo
Ricardo Miguel Colombo (San Juan, 14 de enero de 1922-25 de octubre de 1986) fue un abogado y político argentino de la Unión Cívica Radical. Fue diputado provincial (1952-1955), embajador ante la Organización de los Estados Americanos (OEA), entre 1964 y 1966, y diputado nacional por la provincia de San Juan desde 1983 hasta su fallecimiento.

## Biografía
Nacido en la ciudad de San Juan en 1922, asistió al Colegio Nacional de su ciudad natal y en 1944 se recibió de abogado en la Facultad de Derecho y Ciencias Sociales de la Universidad Nacional de Córdoba.
Ejerció como abogado y participó en política, afiliándose a la Unión Cívica Radical (UCR). En 1952 asumió como diputado en la Cámara de Diputados de la Provincia de San Juan, siendo su mandato interrumpido por el golpe de Estado de septiembre de 1955 de la autoproclamada Revolución Libertadora.
En 1957, se unió a la Unión Cívica Radical del Pueblo (UCRP), siendo delegado al Comité Nacional y Secretario General del partido durante tres períodos consecutivos. Ese mismo año fue convencional constituyente en la reforma de la Constitución Nacional por San Juan. Además, fue candidato a gobernador de la misma provincia por la UCRP en las elecciones provinciales de 1958 y 1962.
En abril de 1964, el presidente Arturo Umberto Illia lo designó representante permanente de Argentina ante la Organización de los Estados Americanos (OEA). Presentó sus cartas credenciales ante el Secretario General José Antonio Mora el 24 de junio de 1964.
En 1965 presidió una comisión especial de la OEA que trató la ocupación estadounidense de la República Dominicana y sugirió la creación de una Fuerza Interamericana de Paz, la cual sería creada más tarde con el voto clave de Argentina. El mismo fue realizado por el representante alterno Hugo Juan Gobbi, siguiendo la voluntad del canciller de Illia Miguel Ángel Zavala Ortiz, mientras Colombo no se encontraba en Washington D. C.
Colombo permaneció como embajador en la OEA hasta el golpe de Estado de junio de 1966.
En las elecciones legislativas de 1983 fue elegido diputado nacional por la provincia de San Juan, con mandato hasta 1987. Integró el bloque de la UCR y fue miembro de las comisión de Relaciones Exteriores y presidente de la comisión de Justicia.
No pudo completar su período al fallecer el 25 de octubre de 1986. Fue sucedido en la banca por Norberto Marini. Recibió un homenaje de sus pares en la Cámara de Diputados.